# Tadarida aegyptiaca
Tadarida aegyptiaca is een zoogdier uit de familie van de bulvleermuizen (Molossidae). De wetenschappelijke naam van de soort werd voor het eerst geldig gepubliceerd door É. Geoffroy in 1818.

## Voorkomen
De soort komt voor van Zuid-Afrika tot Nigeria, Algerije, van Egypte tot Saoedi-Arabië, Jemen en Oman en oostelijk tot India en Sri Lanka en noordelijk tot Afghanistan.